# Temba Bavuma
Temba Bavuma (* 17. Mai 1990 in Langa, Südafrika) ist ein südafrikanischer Cricketspieler, der seit 2014 für die südafrikanische Nationalmannschaft spielt. Im Januar 2016 erzielte er als erster schwarzer Spieler für Südafrika ein Test-Century und seit 2020 ist er der erste schwarze Kapitän des südafrikanischen ODI- und Twenty20-Teams.

## Kindheit und Ausbildung
Der Vater von Bavuma war Journalist. Bavuma verfolgte schon in jungen Jahren wie seine Onkel im Langa Cricket Club spielten und machte dort seine ersten Erfahrungen. Als sein Vater einen neuen Job in Johannesburg fand, zog der 13-Jährige mit seiner Familie dorthin. Dort besuchte er eine Privatschule und wurde als erster schwarzer Spieler in Gauteng für die südafrikanische Schulauswahl nominiert. Sein First-Class-Debüt gab er als 18-Jähriger bei der SAA Provincial Three-Day Challenge 2008/09 für Gauteng.

## Aktive Karriere
Bavuma gab sein Debüt für die Nationalmannschaft im Test-Cricket bei der Tour gegen die West Indies zum Jahreswechsel 2014/15. Bei der Tour in Bangladesch im Juli 2015 konnte er mit 54 Runs sein erstes Half-Century erreichen. Sein erstes Century gelang ihm beim zweiten Test der Tour gegen England im Januar 2016, als er 102* Runs aus 148 Bällen erzielte. Dies war, 25 Jahre nachdem Südafrika nach dem Ende der Apartheid wieder im Test-Cricket zugelassen war, dass erste Test-Century, dass ein schwarzer Spieler für die südafrikanische Mannschaft erzielte. Im vierten Test der Serie erreichte er dann noch ein weiteres Half-Century über 78 Runs. Im September 2016 gab er gegen Irland sein Debüt im ODI-Cricket und konnte dabei ein Century über 113 Runs aus 123 Bällen erzielen, womit er als Spieler des Spiels ausgezeichnet wurde. Jedoch spielte er zunächst kaum in den kürzeren Formaten.
In der Saison 2016/17 konnte er bei Touren in Australien (51 und 74 Runs) und in Neuseeland (64 und 89 Runs) jeweils zwei Fifties erreichen. Dies gelang ihm auch in England (59 und 52 Runs) im Sommer 2017. Durch diese Leistungen etablierte er sich fest im Team. Weitere Half-Centuries folgten gegen Bangladesch (71 Runs), gegen Australien (95* Runs) und in Sri Lanka (63 Runs). Nachdem er zum Jahreswechsel 2018/19 gegen Pakistan mit 53 und 75 Runs noch einmal zwei Half-Centuries erreicht hatte, folgte eine schwächere Phase. Im September 2019 absolvierte er sein erstes Twenty20 bei der Tour in Indien und erreichte dabei 59 Runs. Zum Jahresbeginn 2020 wurde er auf Grund schwacher Leistungen aus dem Test-Kader gestrichen und aufgefordert sich im nationalen Cricket zu Beweisen, was ihm dort auch gelang. Im Februar 2020 begann er auch wieder ODIs zu spielen und erreichte gegen England ein Fifty über 98 Runs. Zum Jahreswechsel 2020/21 konnte er gegen Sri Lanka wieder ein Half-Century über 71 Runs im Test-Cricket erreichen und wiederholte dies in der darauf folgenden Tour in Pakistan (61 Runs).
Im März 2021 wurde er als erster schwarzer Spieler zum Kapitän der südafrikanischen Nationalmannschaft im ODI- und Twenty20-Cricket ernannt. Als solcher erzielte er gegen Pakistan im April 2021 mit 92 Runs ein Half-Century im zweiten ODI. Im Juli 2021 konnte er bei der Tour in Irland ein Fifty über 72 Runs in den Twenty20s erreichen und wurde als Spieler des Spiels ausgezeichnet. Er führte das Team dann auch zum ICC Men’s T20 World Cup 2021, wobei seine beste Leistung 46 Runs gegen Sri Lanka waren. Jedoch konnte sich das Team nicht für das Halbfinale qualifizieren. Bei der Tour gegen Indien zum Jahreswechsel 2021/22 erreichte er zwei Half-Centuries in den Tests und mit 110 Runs aus 143 Bällen ein Century im ersten ODI. Zum Ende der Saison 2021/22 gelangen ihm zwei Fifties (93 und 67 Runs) in den Tests gegen Bangladesch.